# Elnéptelenedésszindróma

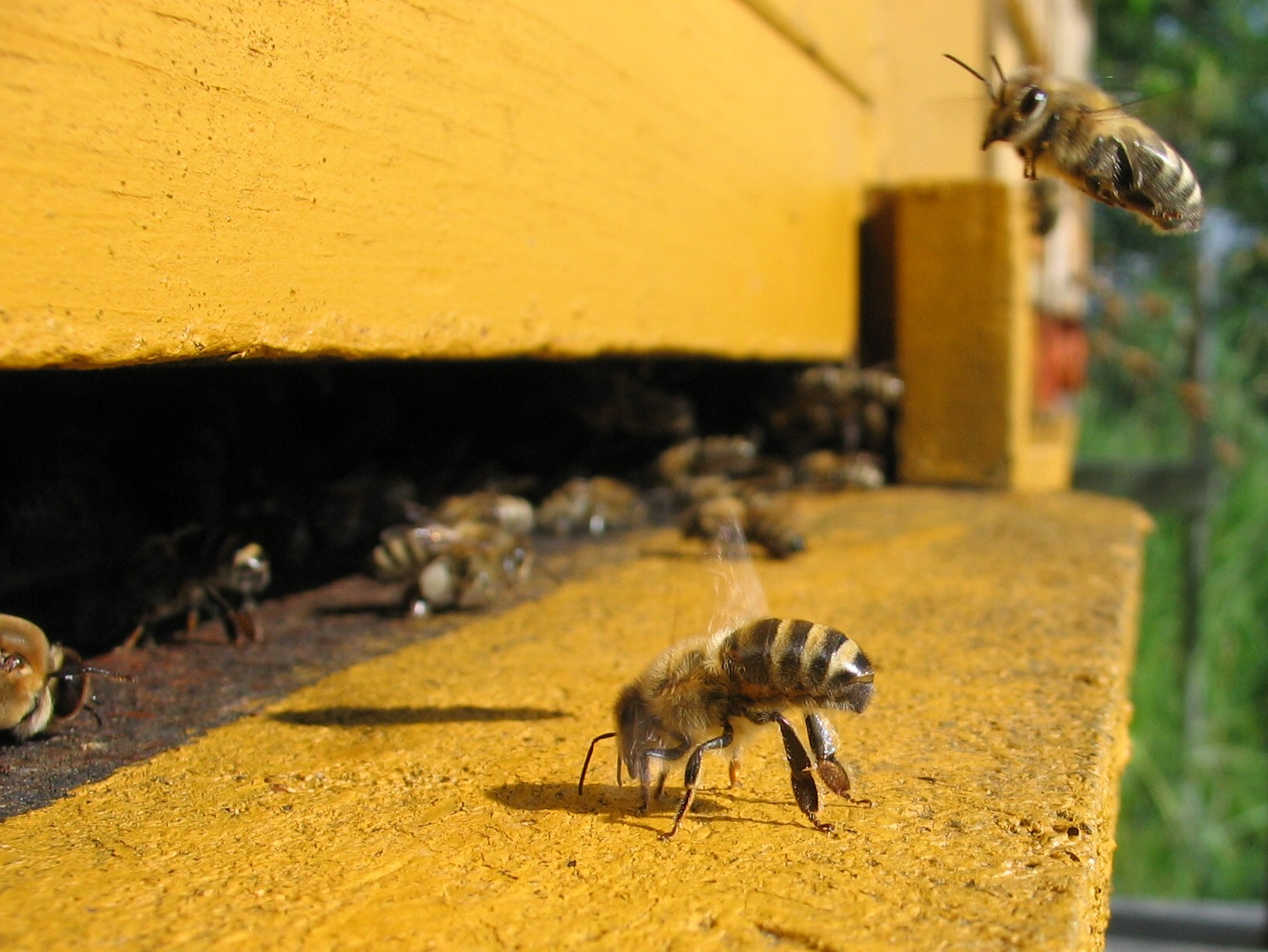
Dolgozó méhek egy kaptár bejáratánál

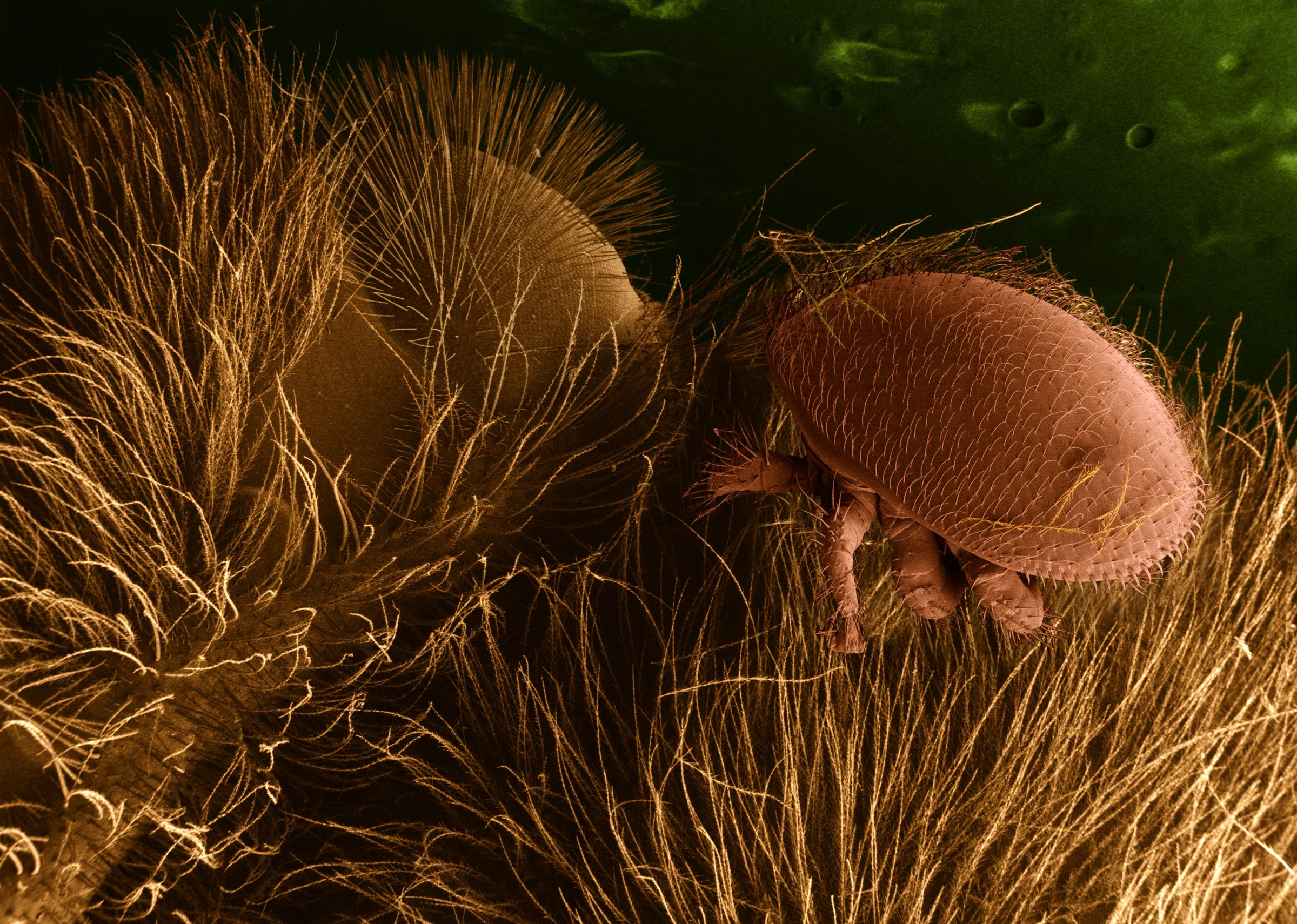
A méhpusztulás egyik fő oka az ázsiai méhatka

A méhészetben az elnéptelenedésszindróma (angol nevén "honey bee depopulation syndrome" – HBDS) vagy a magyar szakirodalomban gyakrabban használt, "Colony Collapse Disorder" (CCD), abban áll, hogy egy méhkolóniában a dolgozó méhek hirtelen nagy számban eltűnnek. Az anya, a fiatal méhek, a fiasítás, a méz és a virágpor megmarad. A folyamat egy szakaszában két anya is lehet.
Ezt a rendellenességet az európai házi méh (Apis mellifera) esetében írták le. Hasonló esetek a méhészkedés történetében gyakran előfordultak, a CCD elnevezést először 2006-ban használták, amikor drasztikusan megnőtt a méhcsaládok összeomlásának aránya Észak-Amerikában. Ezután hasonló jelenségről számoltak be sok európai országban is. Belgium, Franciaország, Hollandia, Görögország, Olaszország, Portugália, Spanyolország, később Svájc és Németország váltak érintetté. Egyes helyeken, például Észak-Írországban a jelentések 50 százalékot meghaladó méhállomány pusztulásról szóltak.
Az elnéptelenedésszindróma egy kiemelkedő gazdasági tényező, nem csak a méz kapcsán, hanem, mert sok mezőgazdaságilag fontos kultúrnövény beporzását a méhek végzik.

## Elterjedése
2006/2007 telén az Amerikai Egyesült Államokban tömegesen pusztultak a méhek, egyes vidékeken a családok 80%-át is érintette. 2007 márciusára az államok felét érintette. Korábban már Európából és Indiából jelentettek hasonló jelenséget. Ezzel szemben Kanada, Nagy-Britannia és Ausztrália kevésbé érintett.

## Okai

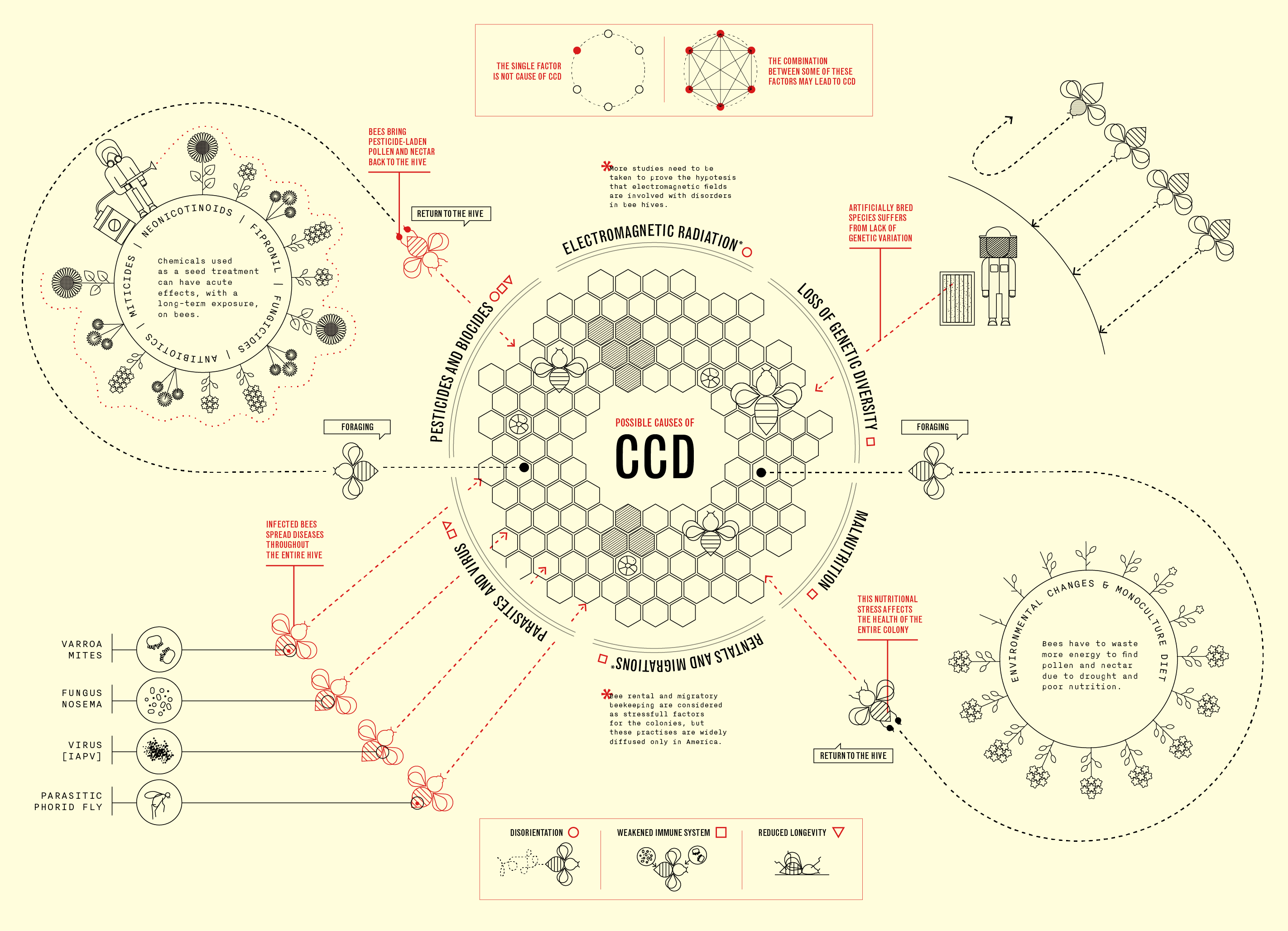
Lehetséges kóroki tényezők

A probléma okai nem teljesen tisztázottak, sokan parazitákra gyanakszanak, mint például a Varroa atkák. Felmerült továbbá a Nosema apis és az Israel acute paralysis virus, mint lehetséges kóroki tényező. Más felvetések szerint környezetváltozás miatti stressz, alultápláltság, vagy egyes rovarirtó szerek (például neonikotinoidok) a felelősek. Nem kizárható a vándorméhészkedés szerepe. A mobiltelefonok és genetikailag módosított növények káros hatását, bizonyítékok hiányára hivatkozva, általában cáfolják a szakértők. Egyes génkezelt fajok ugyanis rovarirtó hatású vegyületeket termelnek, ezen növények ökológiai kockázata nincs teljesen felmérve.
A háttérben sejtik a minőségi éhezést is, vagyis azt, hogy a méhek a fontos tápanyagokhoz nem jutottak megfelelő mértékben, mivel túlzottan is a termesztett növényekre korlátozódtak. Az Amerikai Egyesült Államokban hatalmas területeket foglalnak el monokultúrák, amelyek között a méheket utaztatni kell; egy időben azonban szinte kizárólag csak egyféle növényről gyűjthetnek. A későbbi híradások szerint nem kellett volna pánikolni, sőt, a következő évben nagyobb termést vártak Kaliforniában. A beporzási díjakat azonban megemelték, a növénytermesztők az addigi 50 dollár helyett akár 125 dollárt is fizettek családonként.
Elképzelhető, hogy a CCD több tényező együttes hatását feltételezi, és nem egy pontosan meghatározott faktor a felelős.

### Az atka szerepe
Németországban a méhek pusztulásának legfőbb oka az atka. Ezzel szemben a nozéma, a növényvédőszerek és más okok csak viszonylag kevés méh pusztulásáért felelősek. Jobban telelnek azok a családok, amelyekben az anya fiatal. A német kutatóintézetek szövetsége által végzett hosszú távú megfigyelésről 2011-ben adtak ki egy jelentést, amely ezekre a következtetésekre jutott. A cikk szerint ezek az eredmények általánosíthatók egész Európára és Észak-Amerika egy részére is. A cikket több méhész és a német természetvédők szövetségei is hevesen kritizálják. Nem vizsgálták a rovarirtókat, és a vizsgálatok felét a legnagyobb rovarirtószer-gyártók (BASF, Bayer és Syngenta) végezték..
Svájcban szintén az atkát tartják a fő tényezőnek.
A Varroa destructor atka messze a méhpusztulás legfőbb okozója. Svájc összes méhcsaládjában jelen van, kezelés nélkül a család egy-két év alatt elpusztul. Még a megfelelő beavatkozások mellett sem biztos, hogy a beteg méhek túlélnek. A legyengült egyedeket és családokat vírusok támadják meg, ami a család pusztulásához vezet.
A további tényezők hatványozhatják az atka kártételét. Így az atkák által terjesztett vírusok vagy az okozott sérülések másodlagos fertőzéseket okozhatnak.

### A fehérjetermelés zavara
Újabb kutatások minden érintett méhcsaládnál zavart találtak a fehérjetermelésben. Azt gyanítják, hogy ezt a Picornaviridae okozza, amit a varroa atka is közvetít. A fehérjetermelés zavara miatt a család fokozottabban érzékenyebbé válik a külső hatásokkal szemben.

### Az Apocephalus borealis élősködő

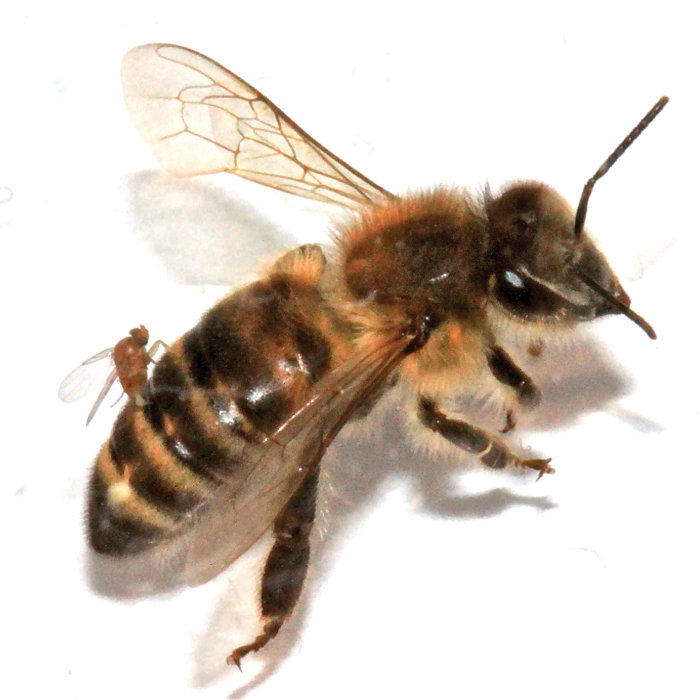
Egy Apocephalus borealis egy dolgozó méhre petézik

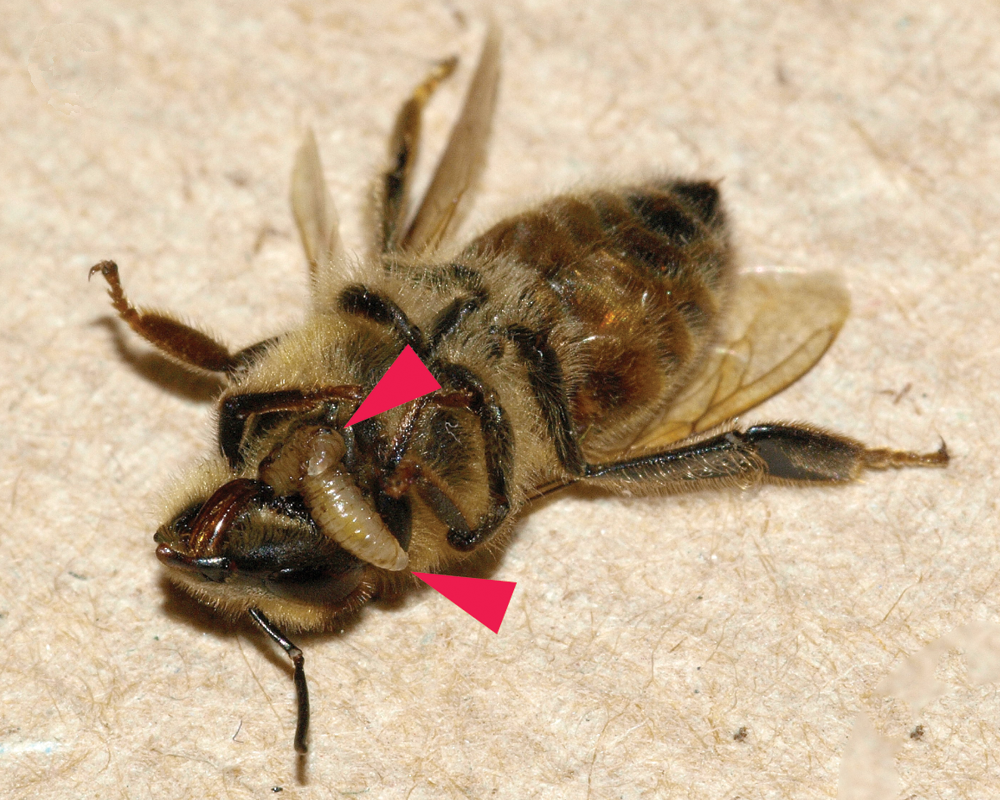
Két Apocephalus-borealis-lárva elhagyja gazdáját a fej és a tor között

A San Francisko Egyetem egy 2012-es cikke az Apocephalus borealis  legyet jelölte meg a méhpusztulás egyik lehetséges okaként. Miután a nőstény bepetézte, a méh éjszaka száll ki a kaptárból. A fertőzés folyamata még nem ismert. A legyet megtalálták Dél-Dakotában és Kaliforniában.

### Mennyiségi vagy minőségi éhezés
A CCD-ben később kihalt családoknak egy vizsgálat szerint rendkívüli nehézségekkel kellett szembenézniük, ami lehetett szárazság vagy éhezés. Eszerint nem zárható ki, hogy a jelenség összefügg a táplálkozással kapcsolatos stresszel, és nem érinti az egészséges, jól táplált családokat.
Egyes kutatók a kukoricaszirupos táplálást is összefüggésbe hozták a jelenséggel. Az eredmények nem mindenütt mutattak ki összefüggést, de ezt azzal magyarázzák, hogy a különböző forrásokból származó kukoricaszirupok összetételükben is különbözhetnek. Ez azonban nem magyarázza meg az összes esetet, mivel azokban a méhészetekben is fellépett a CCD, ahol soha nem etettek kukoricasziruppal.
Szintén a minőségi éhezés okozhatja, hogy az Amerikai Egyesült Államokban olyan erős volt a CCD. A nagy monokultúrák beporzására szállított méhcsaládok számára a hosszú utak és az egyoldalú táplálékforrás is a táplálkozáshoz kapcsolódó stresszt okoz, ami hozzájárulhat a méhpusztuláshoz.

### Rovarirtók
Egyes feltevések szerint a méhpusztuláshoz hozzájárulnak a rovarirtók. A vizsgálatok eleinte nem találták több, egymáshoz nem kapcsolódó kitörés közös környezeti okát. A természetvédők és a méhészek egyik követelése, hogy vizsgálják meg a rovarirtószerek hozzájárulását a méhpusztuláshoz. Szerintük a pusztulás fő oka nem az atka, hanem a mérgezés. Ennek bizonyítása azonban több nehézségbe is ütközik:
- A sokféle rovarirtószer. A forgalomban levő sokféle szert elég nehéz tesztelni.
- Vándorméhészetek. Sok professzionális méhészet vándorlásra rendezkedett be, és nagy távolságokat tesznek meg, és minden helyen más és más hatásnak vannak kitéve a méhek. Egyes országokban ez a méhészkedés terjedt el.
- Hosszú távú raktározás. A méhek készleteket halmoznak fel mézből és virágporból, amelyekben hosszú ideig megmaradhat a méreg, és csak később mérgeződnek meg, amikor hozzányúlnak ezekhez a készletekhez. Emiatt nehéz kapcsolatba hozni a mérgezést a rovarirtószer kijuttatásának idejével. Mindazonáltal miután 1999-ben a méhészek követelésére Franciaországban betiltották a Gaucho használatát a kukoricára és a napraforgóra, semmi javulást nem értek el a méhcsaládok halandóságában.

Európa nagy részén továbbra is használják a fent említett anyagokat tartalmazó csávázószereket, mivel semmi sem utal arra, hogy veszélyesek lennének a méhekre.
A mérgek sokkal inkább a virágporban halmozódnak fel, mivel a méh a nektárt felszívja, és a virágport nem, így ha a nektár mérgezett, akkor lehet, hogy nem ér haza. Több potenciálisan halálos anyagra a felnőtt méhek nem érzékenyek, de a fiasítás igen, azonban a CCD rendszerint elkerüli a fiasítást. Az álcák tápláléka inkább a virágpor, mint a méz; a felnőtt méhek azonban inkább mézet esznek, mint virágport. Mivel CCD esetén a felnőtt méhek pusztulnak, illetve tűnnek el, ezért a mérgeket inkább a mézben, illetve a nektárban kell keresni.
Mindezidáig a rovarirtók szerepével csak azok a kutatások foglalkoznak, amelyek méhészek megrendelésére készültek. Több érintett méhész is a korábbi antibiotikumos kezelés és atkaölőszer utólagos hatását véli felfedezni a jelenségben. Eddig azonban nem sikerült egyetlen olyan szert találni, ami egyedüliként felelőssé tehető lenne a méhpusztulásért. A méhészek által észlelt tünetek közül a tájékozódóképesség elvesztése és a viselkedés megmagyarázhatatlan megváltozásai utalhatnak növényvédőszerek hatására, különösen, mert a neonikotinoidok idegméregként hatnak. Ide tartoznak ezek: Acetamiprid, Clothianidin, Nitenpyram, Thiacloprid, Thiamethoxam és Imidacloprid. A legutóbbit Gaucho néven 120 országban használták, egy év alatt 500 millió euró értékben.
A Rajna völgyében a 2008-as április-májusi ezer család kihalását okozó tömeges méhpusztulást egyértelműen vissza tudták vezetni a Clothianidin neonikotinoid csávázószerre. 2008. május 15-én betiltották azokat a csávázószereket, amelyek neonikotinoidokat tartalmaztak, de 2008. június 25-én ismét engedélyeztek közülük négyet, miután módosították őket.
Egy 2012-ben megjelent cikk szerint ezek a szerek akár már kis, nem halálos adagjukban is szignifikánsan rontja a dolgozók tájékozódóképességét, és emiatt nem találnak haza.
Különösen gyanús évek óta a Bayer cég Gaucho terméke, aminek Imidacloprid a hatóanyaga, miután a francia kormány által 2003-ban megrendelt kutatás kimutatta, hogy halálos lehet a méhekre. 2012-ben a Harvard Egyetem biológusai közvetlen összefüggést találtak az Imidacloprid és a CCD között. A megfigyelt 16 méhcsalád közül 16 23 hét alatt kihalt, pedig közülük több csak nagyon alacsony adagot kapott.
A német természetvédők NABU szövetségének megfigyeléseit nem tekintik tudományos pontosságúnak, mivel nem vizsgálták objektívan a rovarirtók hatását.
A német természet- és környezetvédők BUND szövetsége cikkben támadta meg a megfigyelést módszertani hibákra hivatkozva. Eszerint rosszul választottak mintát, túl kicsi mintát vettek, rossz statisztikai módszereket használtak, és a kutatást az érdekelt cégek (BASF, Bayer és Syngenta) támogatták.
2013 áprilisának végén 15 európai uniós ország, köztük Németország részleges tilalmat vezetett be három vitatott neonikotiniodra. Ezek: Clothianidin, Imidacloprid és Thiamethoxam. EZeket két évig nem volt szabad használni repcén, napraforgón, kukoricán és gyapoton. Ausztria mezőgazdasági és környezetvédelmi minisztere, Nikolaus Berlakovich a betiltás ellen szavazott, azonban az EU bizottsága támogatta a döntést.

### Kórokozók és immungyengeség
További fontos tényezőként tartják számon a vírusokat a téli hónapokban. Néhány kutatót a CCD terjedése egy fertőző betegség terjedésére emlékeztetett. Mindenesetre nem zárták ki a kapcsolatot az immungyengeség és a betegség között, ami úgy gyengíti a méhek immunrendszerét, mint embernél a HIV. A Pennsylvania Állami Egyetem kutatói szerint az immunrendszer legyengülésére utal a fertőző anyag nagyságrendje a kifejlett méhekben. Az ázsiai méhatkának is lehet szerepe: az általa terjesztett deformált szárny vírus és egy baktérium közösen kiiktathatja az immunrendszert, és CCD-t okozhat. Ez a kutatócsoport különféle mikrobák: vírusok, baktériumok és gombák között keresi a lehetséges kórokozót. 2007 szeptemberében úgy találták, hogy az először 2004-ben azonosított Israel Acute Paralysis Virus (IAPV) szintén hozzájárulhat másodlagos fertőzésként a méhek eltűnéséhez. Ehhez a csapat tagjai három éven át vizsgálták egészséges és CCD-s családok mintáit, és a Kínából behozott méhpempőt. A genom szekvenálásának új módszerével azonosították a méhekben lévő kórokozókat. Az adatok statisztikai kiértékelésével jutottak a végső következtetésre.
2008-ban a kanadai Torontó két biológusa, Otterstatter és Thomson a Crithidia bombi ostorossal talált összefüggést, ami főként az uborka és a paradicsom beporzásánál használt méheknél és poszméheknél fordul elő. Még az üvegházak mellett vadon élő méheknél és poszméheknél is emelkedett a Crithidia bombi-szám. Az üvegházakból megszökött beporzók által vadon élő rokonaik között terjesztett kórokozó terjedéséről készült számítási modell szerint ez a fertőzés ugyanúgy terjed, mint a CCD.
Egy további elmélet szerint sok méhész nem ismeri még a hagyományos méhbetegségeket sem, mint a nozémát vagy a költésrothadásokat. Egy 2005-ben először Spanyolországban, Európában elsőként észlelt új nozémát néhány kutató kapcsolatba hozta az ugyanekkor Spanyolországban tomboló méhpusztulással. Ennek tünetei erősen emlékeztetnek a CCD-re. Az Amerikai Egyesült Államokban végzett vizsgálatok nem találtak közös kórokozót a beteg családoknál. Emiatt valószínűtlen, hogy a már ismert méhbetegségek okozzák a CCD-t, már csak azért is, mert a klasszikus tüneteik nem kísérik a CCD-t.
Az egészséges családok hajlamosak megtámadni a beteg családokat, és kirabolni őket. Ha a kihaló család készketei mérgezettek, akkor a betegség tovább terjed, ami egy fertőző betegségre emlékeztet. Azonban gyakran arról számolnak be, hogy a CCD-s családot nem rabolják. Ez arra utal, hogy a CCD-nek nincs kórokozója.

### Transzgénikus növények
Egy Németországban végzett kutatás alapján felvetődött, hogy kapcsolat lehet a Bt-kukorica és a CCD között. A Jénai Egyetem 2001 és 2004 között végzett vizsgálatot, ami a Bt-kukorica virágporának hatását vizsgálta méheken. Általában az egészséges családokban nem okozott olyan tüneteket a Bt176 és a Mon810 virágpora, ami krónikus mérgezésre utalt volna. Az első évben az élősködőket jobban megszenvedték azok a családok, amelyek Bt-kukorica virágporát kapták. Feltételezik, hogy a mérgek és a kórokozók károsítják a bél falát. Az antibiotikumos kezelés eltüntette a különbséget. A kutatás eredményeit nem jelentették meg, és nem tudták megismételni.
Kanadai kutatók nem találtak kapcsolatot a Bt-kukorica virágpora és a méhek halandósága között. Mexikói kutatók Cry1Ab-fehérjés sziruppal próbálkoztak, és nem találkoztak a jelenséggel. Még a Cry3b ezerszeres adagja sem váltott ki mérgezést az álcáknál, és a Cry1Ab-kukorica virágpora sem hatott a méhek halandóságára, bélflórájára vagy a garatmirigyük működésére, ahol a méhpempő termelődik. Még egy 2008-as metajelentés sem talált semmit, ami 25 független kutatást foglalt össze.
Peggy G. Lamaux áttekintése szerint nincsenek olyan eredmények a szakirodalomban, amelyek támogatnák a hipotézist. Sőt, a transzgénikus növények termőterülete és a CCD eseteinek helyszínei nem fedik át egymást. Svájcban például fellépett a betegség, de ott nem termesztenek transzgénikus növényeket.

### Mobiltelefon
A Koblenz-Landau képzési informatika kutatócsoportja 2005-ben és 2006-ban közzétett cikkei szerint közvetlenül egy méhes konténer mellé telepített egy bázisállomást az értékes DECT-rádiótelefonok számára, hogy vizsgálják a kisugárzott elektromágneses sugárzás hatását. A kísérlet megállapította, hogy romlott a gyűjtőméhek tájékozódása és memóriája. A DECT-telefonokhoz ugyanazt a technikát használták, mint a modern mobiltelefonokhoz.
Mindenesetre ezzel a kísérleti elrendezéssel elsősorban azt akarták kimutatni, hogy a méhek bioindikátorként használhatók a kis energiájú rádiósugárzásra, és csak másodsorban szólt a méhek tanulási és tájékozódási képességeiről. Nem volt cél a CCD okainak kutatása. A Lausanne ETH egyik volt biológusa, Daniel Favre 2009-ben végzett vizsgálatának eredményeit 2011-ben hozta nyilvánosságra. Ebben úgy találta, hogy kapcsolat van a mobiltelefon használata és a méhek erőteljesebb zúgása között, ami a stressz jele. A kísérletet 83-szor végezte el. A méhek zúgása 20-40 perces besugárzás után a kilencszeresére erősödött fel. Ez ahhoz vezethet, hogy sok méh elhagyja a családot.

## Filmek
- Das Geheimnis des Bienensterbens. Fernseh-Dokumentation, Frankreich, Kanada, 2010, 89 Min., Regie: Mark Daniels, Produktion: arte, deutsche Erstausstrahlung: 18. Mai 2010, Verlag: lingua-video.com.
- More Than Honey. Dokumentarfilm, Schweiz, Deutschland, Österreich, 2012, 90 Min., Regie: Markus Imhoof, Kinostart Deutschland: 8. November 2012.
- Das Verschwinden der Bienen. (Vanishing of the Bees) Dokumentarfilm, Großbritannien, 2009, Regie: George Langworthy, Maryam Henein, Kinostart Deutschland: 19. April 2013

## Fordítás
- Ez a szócikk részben vagy egészben  a   Colony collapse disorder című angol Wikipédia-szócikk fordításán alapul.  Az eredeti cikk szerkesztőit annak laptörténete sorolja fel. Ez a jelzés csupán a megfogalmazás eredetét és a szerzői jogokat jelzi, nem szolgál a cikkben szereplő információk forrásmegjelöléseként.
- Ez a szócikk részben vagy egészben  a   Colony collapse disorder című német Wikipédia-szócikk fordításán alapul.  Az eredeti cikk szerkesztőit annak laptörténete sorolja fel. Ez a jelzés csupán a megfogalmazás eredetét és a szerzői jogokat jelzi, nem szolgál a cikkben szereplő információk forrásmegjelöléseként.